# Sonja Prétôt
Sonja Prétôt (7 juni 1931) is een Zwitserse voormalige atlete, die gespecialiseerd was in de sprint. Zij nam deel aan de Olympische Zomerspelen van 1952 en werd negenmaal Zwitsers kampioene.

## Zwitserse kampioenschappen
| Onderdeel | Jaar                         |
| --------- | ---------------------------- |
| 60 m      | 1955                         |
| 100 m     | 1950, 1951, 1953, 1954, 1955 |
| 200 m     | 1952, 1953, 1954             |

## Persoonlijke records
| Onderdeel | Prestatie      | Datum             | Plaats      |
| --------- | -------------- | ----------------- | ----------- |
| 60 m      | 7,7 s (ex-NR)  | 2 juni 1952       | Bazel       |
| 100 m     | 12,5 s (ex-NR) | 1 oktober 1952    | Neunkirchen |
| 200 m     | 26,0 s (ex-NR) | 27 september 1954 | Boekarest   |

## Palmares

### 60 m
- 1955:  Zwitserse kampioenschappen - 7,9 s

### 100 m
- 1950:  Zwitserse kampioenschappen - 12,9 s
- 1951:  Zwitserse kampioenschappen - 13,1 s
- 1952: 5e in reeks OS in Helsinki - 14,7 s
- 1953:  Zwitserse kampioenschappen - 12,7 s
- 1954:  Zwitserse kampioenschappen - 12,6 s
- 1954: 5e in reeks EK in Bern - 12,7 s
- 1955:  Zwitserse kampioenschappen - 12,6 s

### 200 m
- 1952:  Zwitserse kampioenschappen - 26,9 s
- 1953:  Zwitserse kampioenschappen - 27,4 s
- 1954:  Zwitserse kampioenschappen - 26,5 s
- 1954: 4e in reeks EK in Bern - 26,3 s (NR)

### 4 x 100 m
- 1954: 6e in reeks EK in Bern - 48,8 s (NR)